# Berger (Adelsgeschlecht)

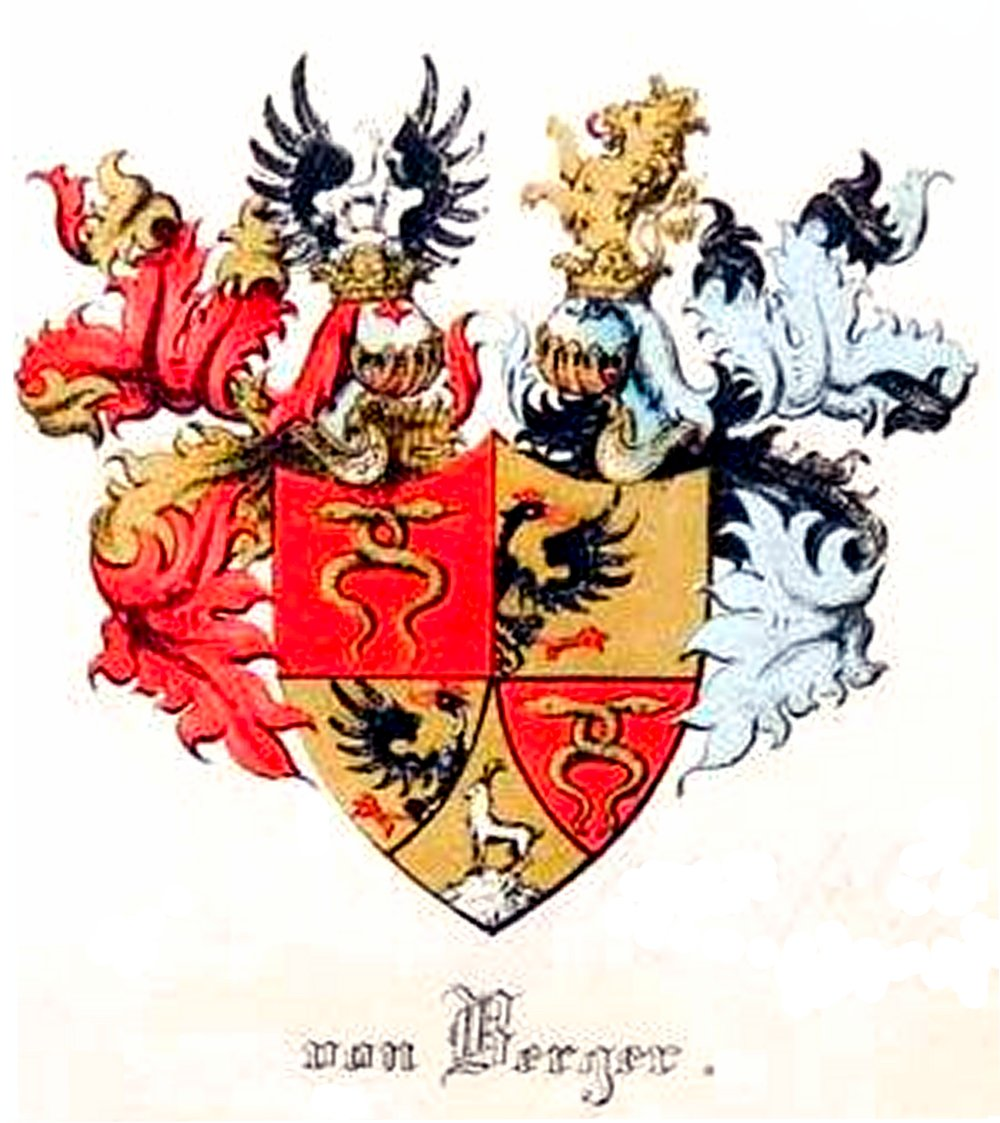
Wappen der Familie von Berger, 1843

Berger ist der Names eines hannoverschen Adelsgeschlechts mit Ursprung in Thüringen.

## Geschichte
Die Stammreihe des Geschlechts beginnt mit dem Bürgermeister von Ohrdruf Johann Berger († 1645). Johann Heinrich Berger (1657–1732) wurde am 31. Mai 1717 in Wien mit dem Prädikat Ritter und Edler Herr von Berger in den Reichsritterstand erhoben. Seine Brüder Johann Gottfried Berger (1659–1736) und Johann Wilhelm Berger (1672–1751) wurden am 31. Januar 1722 Reichsritter. Die Brüder Johann Just von Berger (1723–1791) und Valentin von Berger (1739–1813) haben 1776 die dänische Adelsnaturalisation erhalten.

## Wappen
Das Wappen (1717) ist geviert mit eingepfropfter goldener Spitze, darin ein auf grünem Boden stehender Steinbock; die Felder eins und vier zeigen auf Rot zwei aufgerichtete, in sich verschlungene Schlangen; in den Feldern zwei und drei in Gold ein aus der Spaltungslinie hervorkommender gekrönter halber Adler. Zwei gekrönte Helme: vorn mit rot-goldenen Decken der Steinbock zwischen einem offenen schwarzen Flug, hinten mit schwarz-silbernen Decken ein wachsender gekrönter goldener Löwe.

## Bekannte Personen

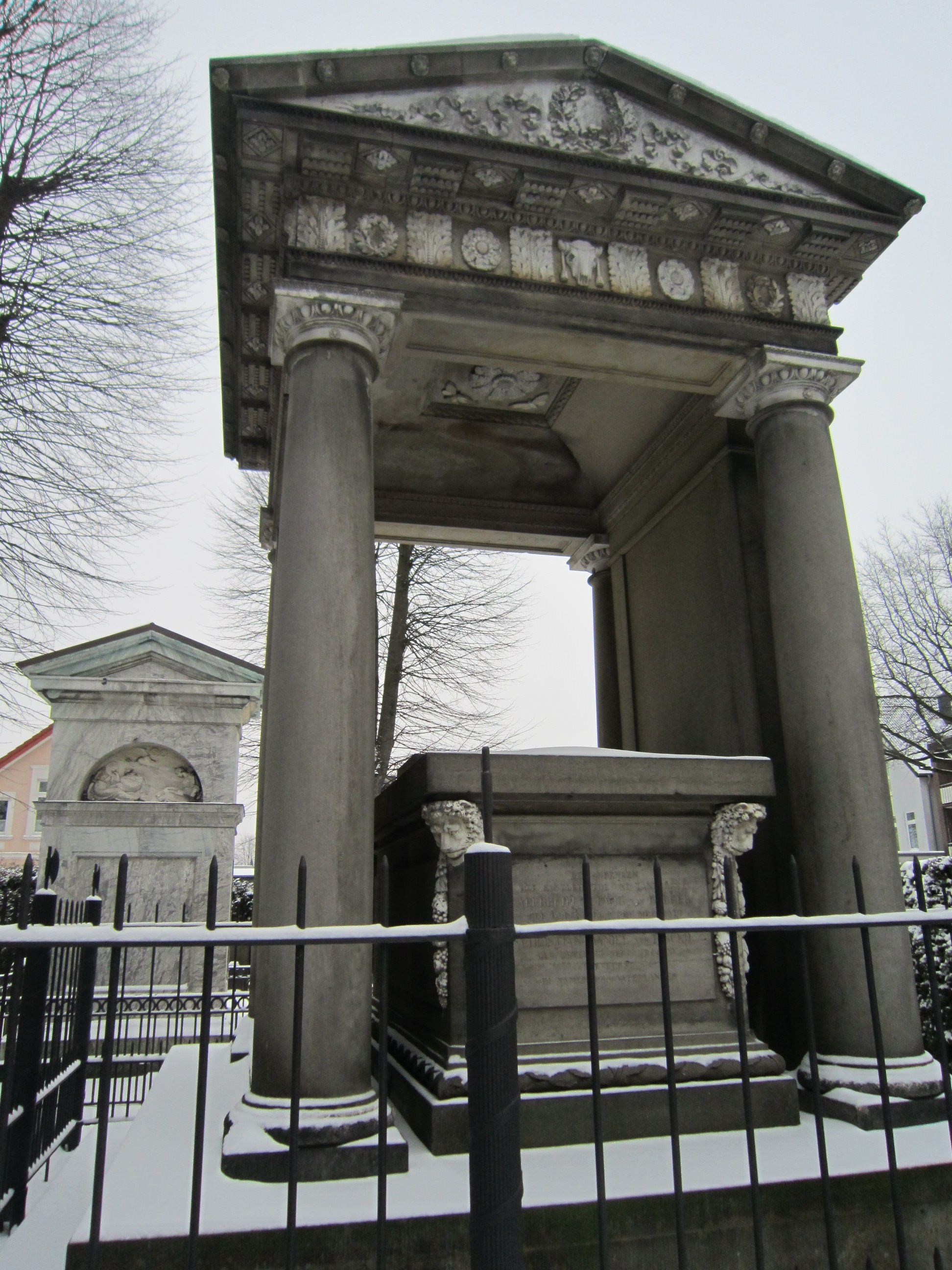
Grabdenkmal von Christian Daniel von Finckh (1766–1813) und Albrecht Ludwig von Berger (1768–1813)

- Johann Heinrich von Berger (1657–1732), Jurist
- Johann Gottfried von Berger (1659–1736), Mediziner
- Johann Wilhelm von Berger (1672–1751), Philosoph, Rhetoriker und Historiker
- Christoph Heinrich von Berger (1687–1737), Jurist
- Friedrich Ludwig von Berger (1701–1735), Jurist
- Johann Just von Berger (1723–1791), dänischer Arzt
- August Gottlieb von Berger (1730–1807), oldenburgischer Kanzleidirektor
- Valentin von Berger (1739–1813), kurhannoverscher Offizier, dänischer General
- Johan Hartvig Ernst von Berger (1757–1809), dänischer Marineoffizier.
- August von Berger (1765–1850), Hannoverischer Generalleutnant
- Albrecht Ludwig von Berger (1768–1813), oldenburgischer Jurist
- Johann Erich von Berger (1772–1833),  dänisch-deutscher Philosoph
- Ludwig Heinrich Georg von Berger (1799–1858), kurhannoverischer Generalleutnant
- Emil von Berger (1813–1900), preußischer General der Infanterie
- Egbert von Berger (1823–1878), preußischer Generalmajor
- Herbert von Berger (1881–1965), preußischer Offizier, Publizist und Beamter im Bereich des Verfassungsschutzes

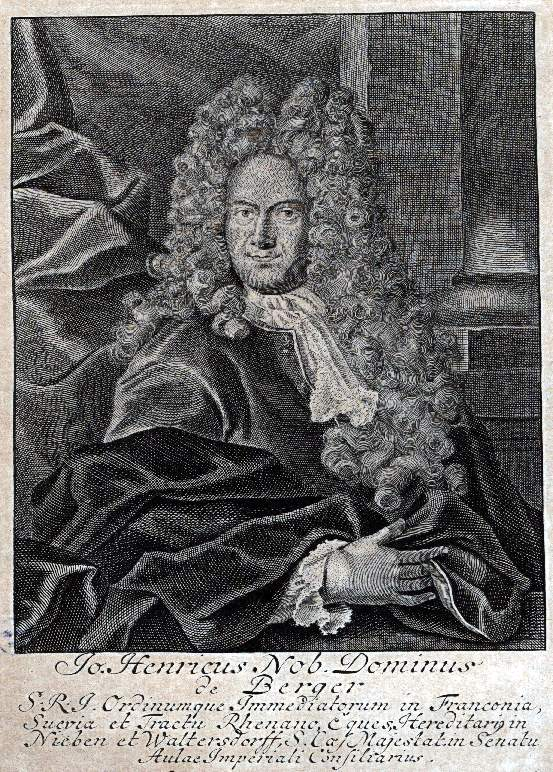
Johann Heinrich von Berger (1657–1732)
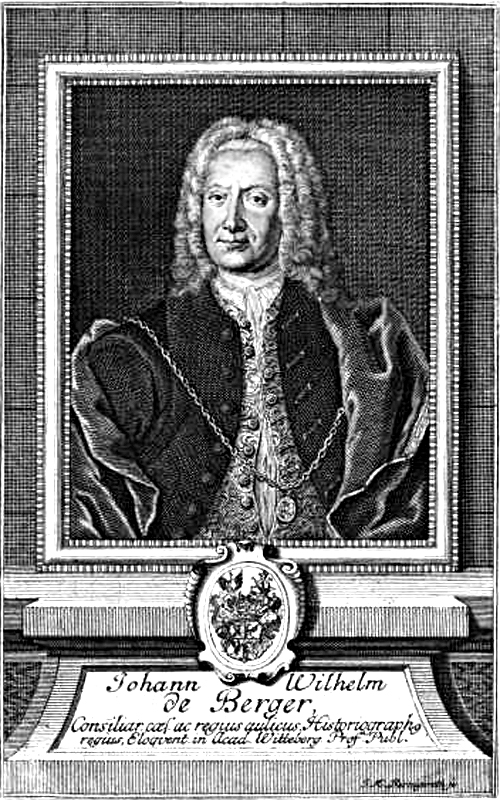
Johann Wilhelm von Berger (1672–1751)
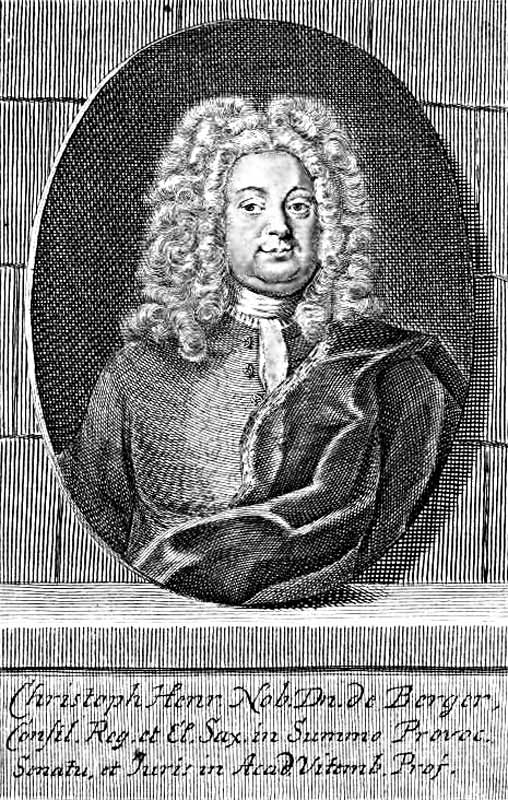
Christoph Heinrich von Berger (1687–1737)
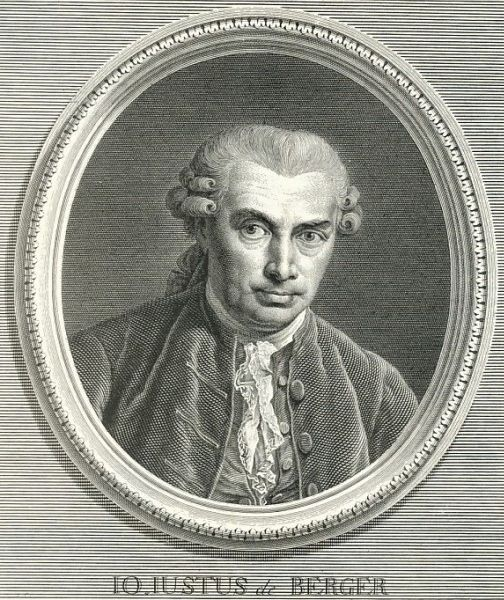
Johann Just von Berger (1723–1791)
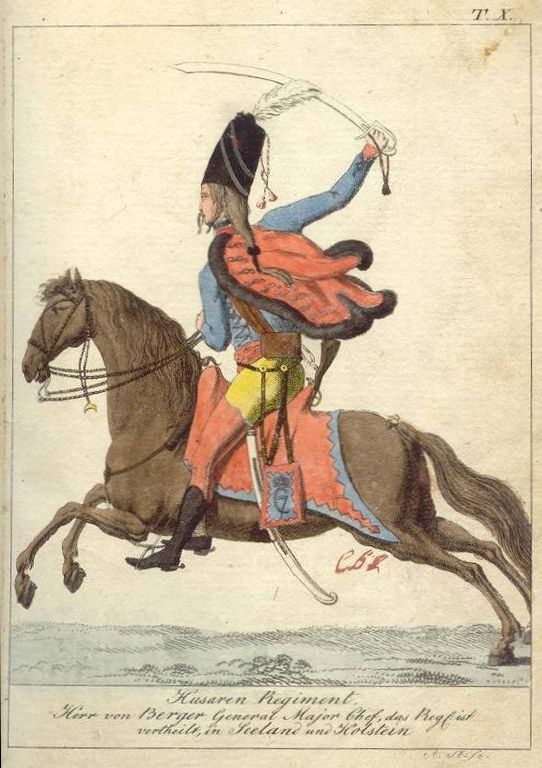
Valentin von Berger (1739–1813)
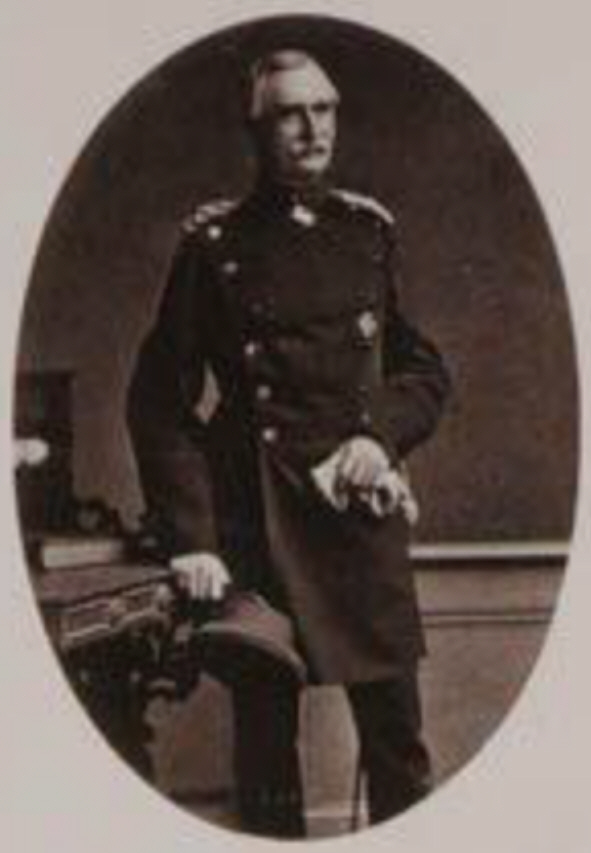
Emil von Berger (1813–1900)

## Stammliste (Auswahl)
Ausgehend von Johann Berger († 7. Januar 1645), Bürgermeister von Ohrdruf, und dessen Sohn Valentin Berger (* 18. Januar 1620 Ohrdruf; † 22. Mai 1675 Halle); ⚭ 1655 mit Margaretha Katharina Fasch (* 14. Januar 1631 in Arnstadt; † 1695 in Wittenberg), ergibt sich folgende Filiation:
- Johann Gottfried von Berger (1659–1736), Mediziner, am 31. Januar 1722 Reichsritter
- Johann Wilhelm von Berger (1672–1751), Philosoph, am 31. Januar 1722 Reichsritter.
- Johann Heinrich von Berger (1657 Gera–1732 Wien); ⚭ Maria Sophia Jacobi. In Wien am 31. Mai 1717 als „alter Reichsritter“ und „Edler Herr von“ geadelt
  - Christoph Heinrich von Berger (1687–1737), Jurist
  - Johann Samuel von Berger (* 16. August 1691 in Wittenberg; † 17. September 1757 in Celle), Leibarzt in Celle, ⚭ (1) Juliane Clara von Speyermann, († 1725); ⚭ (2) 1726 mit Margarethe Louise von Ramdohr (1705–1790, Tochter des Albrecht Andreas von Ramdohr), sieben Söhne, zwei Töchter
    - aus (1) Johann Just von Berger (1723–1791); ⚭ Sara Margarethe von Ramdohr (* 1722; † 11. Mai 1780 in Kopenhagen), die Nichte seiner Stiefmutter
      - Johan Vilhelm von Berger (* 1754; † 1779)[2]
      - Dorothea Louise von Berger (* 31. Oktober 1755, Kopenhagen; † 19. August 1788, Kopenhagen); ⚭ 1780 in Kopenhagen mit Hans Vilhelm von Warnstedt (* 13. September 1743 in Fredericia; †  20. Oktober 1817 in Kopenhagen)
      - Johan Hartvig Ernst von Berger (* 8. Mai 1757; † 31. August 1809, Antwerpen), dänischer Marineoffizier. Chef der dänischen Fregatte Triton[3] in einem Geschwader im Mittelmeer mit Geheimanweisungen vom 15. Mai 1800, das am 10. Dezember 1802 mit einigen von Thorvaldsens Werken nach Kopenhagen zurückkehrte; ⚭ 1805 mit Juliane Hansdatter Lindholm (* 8. Juli 1768 Aagaard; † 27. Juli 1853)
      - Albrecht Andreas von Berger (* 1761 in Kopenhagen; † 1765 (?) ebenda)

    - Gottfried Otto von Berger (* 26. Januar 1725); ⚭ am 15. Oktober 1762 mit Agnes Luise Dorothea von Ramdohr (* 1. Dezember 1742; † 1812)[4]
      - Clara Louise Helena von Berger (* um 1762 in Celle; † 10. Februar 1840 Wolfenbüttel); ⚭ am 11. November 1800 mit Heinrich von Schrader († 15. Januar 1829)
      - Sara Sophie Christine von Berger (* 1764 in Celle; † 1849), ab 1799 Chanoinesse von Mariensee
      - Ernestine Luise Margarethe von Berger († 1829), Chanoinesse von Mariensee
      - Albrecht Samuel Heinrich von Berger (* 1775 Stade; † 1825 Hameln), Assessor, war um 1806 Amtsschreiber in Celle

    - aus (2) Christoph Wilhelm von Berger (* 22. Oktober 1727; † 11. September 1763), Hofarzt in Celle; ⚭ mit Johanne Friedrike, verwitwete von Hugo, geb. von Storren (1732–1763)
      - Luise Margarethe (1755–1826 Hannover), ⚭  mit Johann Georg von Zimmermann (1728–1795)[5]
        - Katharina von Zimmermann

      - Johann Samuel (1756 Celle–1838 Hannover), königl. hann. Generalmajor, Kriegsrat und Stiftssenor in Einbeck
      - August Friedrich († gefallen vor Kopenhagen 1807), Hauptmann im 7. Linienbataillon der King’s German Legion
      - Christoph Konrad von Berger (1759–1763)

    - Friedrich Ludwig von Berger (getauft am 8. November 1728)
    - Heinrich Albrecht von Berger (* 1731; † 13. März 1781), kurhannoverischer Regierungsrat in Ratzeburg; ⚭ Ernestine von Schilden († 20. April 1806)
      - August Erich Johann von Berger (* 1765 Celle; † 1850 Hannover); kurhannoverischer Generalleutnant und Gesandter in Berlin; ⚭ am 14. März 1793 mit Amalie Juliane Christiane von Döring (1768–1813). Zahlreiche Nachkommen
        - Ludwig Heinrich Georg von Berger (1799–1858), kurhannoverischer Generalleutnant
          - Egbert von Berger (1823–1878), preußischer Generalmajor

        - Emil von Berger (1813–1900), preußischer General der Infanterie

    - Sara Sophie von Berger (* 18. August 173.(?); † 1772)[6]
    - Maria Ludowika von Berger (* 14. Januar 1733); ⚭ 1752 Anton Freiherr von Ulmenstein[7] (1723–1785) Oberappellationsgerichtsrat in Celle[8]
    - Johann Samuel von Berger (* 17. Juli 1735(38?); † 1780 Dresden); kgl. dän. Legationsrat, dänische Adelsnaturalisation am 9. Mai 1776
    - Andreas Samuel von Berger (* 1. Februar 1737)
    - August Gottlieb von Berger (* 6. August 1730 in Celle; † 28. Januar 1807) oldenburgischer Kanzleidirektor; ⚭ am 1. November 1766 mit Albertine Agnes von Schilden (1745–1826)
      - Albrecht Ludwig von Berger (1768–1813), oldenburgischer Jurist
      - Friedrich Johann Heinrich von Berger (* 24. Dezember 1769)
      - Bodo August von Berger (* 12. August 1776)

    - Valentin von Berger, dän. General und Husarenchef (1739–1813), dänische Adelsnaturalisation am 9. Mai 1776, ⚭ (1) Anna Elisabeth von Schilden (* 25. April 1745 in Hamburg; † 10. Juli 1787 in Gentofte)
      - Johann Erich von Berger (* 1. September 1772; † 22. Februar 1833 in Kiel) Philosoph; ⚭ Gräfin Anna von Holck (1778–1835)
      - Ernst Ludwig (* 19. Januar 1775 in Faaborg; † 31. Januar 1851 in Bückeburg), Generalmajor; ⚭ Sophie Caroline Krag-Juel-Vind-Friis (* 28. Juli 1781; † 21. September 1808)
      - Julius August Christian von Berger, Apotheker in Aalborg; ⚭ am 25. Dezember 1810 mit Lucia Wissing

  - Friedrich Ludwig von Berger (1701–1735), Jurist unverheiratet
  - Johann August von Berger (1702 Wittenberg–1770 Celle); ⚭ am 3. September 1730 in Stolzenau mit Luise Maria Sara von Hugo (* 23. Juli 1714 Drübber; † 10. April 1789 in Celle), Enkelin des Albrecht Andreas von Ramdohr
    - N.N., Marineminister, ausgewandert nach Amerika
    - Johann Christoph von Berger (1730 Celle–1781), kgl. hann. Major z. D. in Ahlen, wurde katholisch; ⚭ mit N.N. von der Horst. Zahlreiche Nachkommen
      - Klemens August von Berger (1779–1848 Berlin), preußischer Finanzrat
        - Heinrich Christian Ludwig von Berger (1840–1884), Major z. D. in Berlin
          - Klemens August Wilhelm (* 21. Dezember 1877 in Guben), Oberleutnant der Schutztruppe in Deutsch-Ostafrika, kommandiert zum Generalkonsulat in Kalkutta
          - Paul Georg Herbert von Berger (* 7. Oktober 1881 Frankfurt an der Oder; † 1965), Offizier und Schriftsteller

    - Hermann Konrad von Berger († 20. März 1768), Amtsschreiber; ⚭ Antoniette Amalie Luise Katharina von Hinüber
    - Gottfried Andreas von Berger (1741 Celle–1811 Lüneburg), Postmeister und Oberst; ⚭ 1803 Henriette Charlotte von Leyser (1766–1810) Tochter des Polykarp Friedrich von Leyser[9]
      - Karl Samuel Wilhelm Ludwig von Berger (* 8. Mai 1806 Lüneburg; † 17. Mai 1845 Ulm), Justizrat; ⚭ mit Ernestine von Alten (* 23. November 1812)
      - Sophie Luise Klara (* 6. März 1839 Hannover); ⚭ 1861 mit Bodo von Schnehen, Rittmeister im Regiment Cambridge-Dragoner († 11. Juli 1866 an den Wunden nach der Schlacht bei Langensalza)